# 대륙고무주식회사
대륙고무주식회사는 한국 최초의 고무제품 제조공장으로, 1919년 8월 1일 일제강점기 조선의 경성 원효정 1정목에서 이하영에 의해 설립되었다. 대륙고무주식회사에서는 한국 최초로 검정고무신, 고무공이 생산되었다. 1922년 8월 5일부터는 상품명이 있는 메이커 검정고무신인 대장군 고무신을 출시하였다.
1919년 이하영은 1880년대부터 일본으로부터 고무신을 수입해 신는 것을 보고, 우리도 직접 고무신을 만들어보자는 생각으로 고무 회사를 창립하였다. 대부분의 사람들은 그의 조선내 고무제품 생산론에 회의적이었으나, 그는 박영효, 윤치호, 윤치소, 박중양 등을 대주주로 영입하는데 성공한다. 초기의 광고는 조선 최초의 고무제품 생산, 조선인이 만든 고무제품이었다. 1919년 8월 1일 경성부 용산면 원효정 1정목(서울시 용산구 원효로 1가)에서 처음 회사를 개설하였다. 대륙고무에서는 검정 고무신과 고무 공을 생산하였다. 그때까지 소의 오줌보, 돼지의 오줌보에 자전거 공기주입기나 사람의 입으로 바람을 넣어서 활용하던 것은 대부분 대륙고무에서 생산한 고무공으로 대체되었다.
회사는 처음 경성부 원효정 1정목에 설치되었고, 사무실 뒤에 생산공장이 설치되었으며 1920년에는 함경남도 원산군과 경상남도 동래군 동래면, 기장면, 평양 등지에 공장을 설치하였다.
처음에는 고무공업회사로 설립하였으나, 3년만인 1922년 8월 1일에는 500여 주주를 거느린 주식회사로 승격했다. 이하영은 고무와 가죽을 섞어 만든 일본식 고무신을 개량해 전체를 고무로 만든 조선식 고무신을 개발했다.조그맣게 시작한 고무신 사업은 날로 번창해 1922년 예순다섯 나이에 자본금 50만원(현재 가치 500억원)의 대륙고무주식회사로 성장했다. 1922년 8월 5일에는 상품명이 있는 메이커 검정고무신인 대장군 고무신을 출시하였다. 1922년 9월 21일자 신문에 낸 광고에는 ‘대륙고무가 고무신을 출매함에 있어 이왕(순종)께서 이용하심에 황감함을 비롯하여 여관(女官) 각 위의 애용을 수하야…’라는 구절이 등장한다. 당시 우리 업체는 전통적인 짚신(남자용)과 마른신(여자용)의 모양을 본떠 고무신을 만들었다. 고무신은 짚신보다 훨씬 질겨 오래 신을 수 있고 비가 내려도 물이 새지 않는 장점 때문에 호황을 누렸다고 한다.

## 같이 보기
- 이하영
- 이규원
- 박영효
- 이규완
- 윤치호
- 이윤용